# Lola (femme du Néolithique)
Pour les articles homonymes, voir Lola.
Lola est une femme du Néolithique ayant vécu il y a 5 700 ans et découverte, au Danemark, grâce à l'analyse ADN d'un morceau de brai de bouleau. L'étude de cette pâte a permis pour la première fois de récupérer un génome humain ancien et complet sur autre chose que des os ou des dents. Il n'existe aucun reste physique (os, dents, ...) connu de cette femme.

## Découverte
Lola a été découverte grâce à l'analyse ADN d'un morceau de brai de bouleau qu'elle avait mâché. Le brai de bouleau est une pâte noirâtre obtenue à partir d'écorce de bouleau chauffée. Cette pâte se conserve assez bien et était couramment mâchée, comme l'attestent des empreintes de dents souvent retrouvées sur le brai de bouleau.
Ce morceau de brai de bouleau, trouvé lors de fouilles archéologiques effectuées par le Museum Lolland-Falster à Syltholm, dans le sud du Danemark, a été étudiée par des chercheurs de l'Université de Copenhague, ce qui a permis pour la première fois de récupérer un génome humain ancien et complet sur autre chose que des os ou des dents. Cette étude a permis de déterminer que Lola était une femme ainsi notamment que ses origines, la couleur de ses yeux, cheveux et peau, les germes hébergés dans la bouche et la composition de ses repas.

## Époque et lieu
Lola a vécu il y a 5 700 ans.

## Description physique
Lola aurait eu la peau et les cheveux foncés et les yeux bleus.

## Régime alimentaire
Le morceau de brai de bouleau contenait de l'ADN d'espèces végétales et animales comme celle de la noisette ou du canard, laissant supposer qu'ils avaient été mangés peu de temps avant le mâchouillage.

## Relation aux populations de l'époque
Selon l'étude, Lola était génétiquement plus proche des chasseurs-cueilleurs d'Europe continentale que de ceux de Scandinavie centrale. La combinaison de traits physiques de Lola — peau et cheveux foncés et yeux bleus — a été précédemment notée chez d’autres chasseurs-cueilleurs européens, suggérant que ce phénotype était répandu dans l'Europe mésolithique et que la propagation adaptative de la pigmentation de la peau claire dans les populations européennes ne s'est produite que plus tard dans la préhistoire.